# Martín Luis Quirós Palau
Martín Luis Quirós Palau   (València, 27 d'abril de 1929 - 17 de febrer de 2022) fou un metge i polític valencià, diputat a les Corts Valencianes en la III, IV i V Legislatures.

## Biografia
Es llicencià en medicina a la Universitat de València, on s'especialitzà en anestèsia i reanimació. Militant d'Alianza Popular, a les eleccions municipals espanyoles de 1983 i 1987 fou cap de llista a l'ajuntament de València, en el qual fou portaveu del grup municipal.
Posteriorment fou elegit diputat a les eleccions a les Corts Valencianes de 1991, 1995 i 1999. De 1999 a 2002 ha estat president de la Comissió d'Obres Públiques i Transports (1995-1996) i de Comissió Especial per a l'estudi de la situació dels incendis forestals de les Corts Valencianes. De 1996 a 1999 també fou Secretari Primer de la Mesa de les Corts Valencianes. El gener de 2002 va renunciar al seu escó al·legant motius personals considerant que Zaplana no comptava amb ell.
Martín Quirós va morir a València el 17 de febrer de 2022 a conseqüència d'un càncer d'esòfag.